# Cypraeoidea
Cypraeoidea é uma superfamília de gastrópodes marinhos, incluídos no clade Littorinimorpha, que inclui as espécies de búzios conhecidas pelo nome comum de cipreias ou porcelanas. Esta superfamília corresponde ao agrupamento taxonómico designado por Cypraeacea por Constantine Samuel Rafinesque em 1815.

## Descrição
Esta superfamília de búzios apresenta conchas na fase adulta que não se parecem com as típica conchas de gastrópode porque a espira da concha não é visível, sendo as conchas muitas vezes bastante arredondadas, variando de globulares a alongadas, e com uma longa e muito estreita, abertura que às vezes é dentada. Os gastrópodes deste grupo não têm opérculo.
As conchas de quase todas as espécies integradas nesta superfamília são muito lisas e brilhantes, daí serem conhecidas pelo nome comercial de porcelanas. Essa característica resulta do animal vivo manter a concha quase sempre totalmente recoberta pelo manto.
A maior espécie conhecida é o fóssil Gisortia giganteia Münster, 1828 que atingia um comprimento de 350 mm. A maior espécie extante conhecida é Macrocypraea cervus, do Oceano Atlântico, que atinge os 190 mm de comprimento. A maior espécie de extante de qualquer subfamília ou género é Zoila (Gigantocypraea) gigas, do litoral autraliano,(McCoy, 1867) que atinge os 247 mm.

## Taxonomia
Esta superfamília foi designada Cypraeacea aquando da sua descrição em 1815 por Rafinesque, tendo-se assim mantido até à decisão da Comissão Internacional de Nomenclatura Zoológica que determinou os nomes de superfamílias de invertebrados que tradicionalmente terminavam no sufixo -acea ou -aceae passassem a -oidea como presentemente requerido no artigo 29.2 do Código Internacional de Nomenclatura Zoológica (ICZN). O sufixo -oidea era utilizado para algumas subclasses e superordens, casos em que se manteve. Em muita da literatura mais antiga, as superfamílias de gastrópodes aparecem com o sufixo -acea.
O sistema de classificação incluído na taxonomia de Bouchet & Rocroi (2005) reconhecia duas famílias:
- Cypraeidae
- Ovulidae

Em 2007 foi proposta uma nova estruturação para o agrupamento, com a elevação da subfamília Pediculariinae à categoria de família Pediculariidae e a transformação da tribo Eocypraeini na família Eocypraeidae. Ambos os grupos foram removidos da família Ovulidae e elevados ao nível de família com base em estudos de filogenia morfológica e molecular. Com essa alteração, as famílias integradas em Cypraeoidea são as seguintes:
- Cypraeidae
- Eocypraeidae
- Ovulidae
- Pediculariidae

Em 2020 o World Register of Marine Species e o Molluscabase registravam as seguintes famílias:
- Cypraeidae
- Eratoidae
- Ovulidae
- Triviidae
- Velutinidae